# Chapelle Saint-Sauveur de Kalkara
La chapelle Saint-Sauveur est une chapelle catholique située à Kalkara, à Malte.

## Historique
Le Grand Siège de 1565 détruisit l'ancienne chapelle. Reconstruite en 1651, elle servit d'église paroissiale quand l'église Saint-Joseph a été détruite par les bombes durant la Seconde Guerre mondiale.